# Amphibologryllacris dubia
Amphibologryllacris dubia är en insektsart som först beskrevs av Le Guillou 1841.  Amphibologryllacris dubia ingår i släktet Amphibologryllacris och familjen Gryllacrididae. Inga underarter finns listade i Catalogue of Life.